# Zvezdan Pejović
Zvezdan Pejović (Podgorica, 28 ottobre 1966) è un ex calciatore jugoslavo, di ruolo difensore.

## Palmarès

### Competizione nazionale
- Coppa di Jugoslavia: 1

Hajduk Spalato: 1990-1991